# 1902 na televisão

## Nascimentos
| Data          | Nome              | Profissão             | Nacionalidade  | Observações | Ref   |
| ------------- | ----------------- | --------------------- | -------------- | ----------- | ----- |
| 31 de janeiro | Tallulah Bankhead | atriz                 | Estados Unidos | m. 1968     | [ 1 ] |
| 9 de março    | Will Geer         | ator                  | Estados Unidos | m. 1978     | [ 2 ] |
| 15 de abril   | Fernando Pessa    | jornalista e repórter | Portugal       | m. 2002     | [ 3 ] |
| 28 de junho   | Richard Rodgers   | compositor            | Estados Unidos | m. 1979     | [ 4 ] |
| 5 de outubro  | Larry Fine        | ator, comediante      | Estados Unidos | m; 1975     | [ 5 ] |
| 3 de dezembro | Ángel Ramos       | fundador da Telemundo | Porto Rico     | m. 1960     | [ 6 ] |

## Mortes
| Data | Nome | Profissão | Nacionalidade | Observações | Ref |
| ---- | ---- | --------- | ------------- | ----------- | --- |